# Crocidura attenuata
Crocidura attenuata är en däggdjursart som beskrevs av Milne-Edwards 1872. Crocidura attenuata ingår i släktet Crocidura, och familjen näbbmöss. IUCN kategoriserar arten globalt som livskraftig. Inga underarter finns listade i Catalogue of Life.
Denna näbbmus förekommer i Asien. Utbredningsområdet sträcker sig från centrala Kina till Malackahalvön. Isolerade populationer finns på Taiwan, Hainan och i Nepal. Möjligen sträcker sig utbredningsområdet vid södra Himalaya fram till Pakistan. I bergstrakter når arten 3000 meter över havet. Habitatet utgörs av skogar och av regioner som är täckta av buskar eller örter.
Arten når en kroppslängd av 6,6 till 8,9 cm, en svanslängd av 4,1 till 6,0 cm och en vikt av 6 till 12 g. Den har cirka 1,5 cm långa bakfötter och 0,7 till 1,3 cm stora öron. Ovansidan är täckt av blek mörkbrun till gråbrun eller svartaktig päls. Det finns ingen tydlig gräns mot den mörkgråa undersidan. Vinterpälsen är allmänt ljusare. Svansen är uppdelad i en mörkbrun ovansida och en något ljusare undersida.
Upphittade honor var dräktiga med fyra eller fem ungar.